# Revinhade
Revinhade est une freguesia (« paroisse civile ») du Portugal, rattachée au concelho (« municipalité ») de Felgueiras et située dans le district de Porto et la région Nord.

## Organes de la paroisse
- L'assemblée de paroisse est présidée par Adriano Pereira Azevedo (groupe "PPD/PSD").
- Le conseil de paroisse est présidé par Maria de Fátima da Costa Azevedo (groupe "PPD/PSD").